# 1376
Cette page concerne l'année 1376  du calendrier julien.
L'année 1376 est une année bissextile qui commence un mardi.

## Événements
- 3 février : guerre de Florence contre le pape (fin en 1378). Grégoire XI frappe la ville d'interdit[1].
- 4 mars : traité entre le roi Charles V de France et le comte Amédée VI de Savoie qui s'engagent à se livrer réciproquement les criminels[2]. C'est la première convention d'extradition négociée entre deux États.
- 12 mars[3] : prorogation de la trêve de Bruges entre la France et l'Angleterre jusqu'au 24 juin 1377[4].
- 25 mars : Jeanne de Naples épouse en quatrièmes noces Othon IV de Brunswick-Grubenhagen[5].
- 28 avril-10 juillet : Good Parliament[6]. Le Parlement d'Angleterre manifeste sa puissance en destituant plusieurs conseillers royaux (dont le Grand chambellan Guillaume Latimer) pour corruption. C’est la première utilisation de la procédure d’impeachment. La Chambre des communes, distincte de la Chambre des lords, est présidée pour la première fois par un Speaker, alors Sir Peter de la Mare[7].
- 3 mai : élection d'Oluf II Haakonson (1370-1387), roi de Danemark sous la régence de Margrethe[8].
- 10 juin[9] : Wenceslas IV (1361-1419) est élu roi des Romains à Francfort.
- 4 juillet[10] : la ligue de Souabe, confédération de quatorze cités, dont Ulm était le membre le plus important, qui luttent pour la reconnaissance de leurs droits face aux seigneurs, s’oppose à l’avidité fiscale de Charles IV et au comte de Wurtemberg. Les villes acceptent le maintien de la sujétion des cités à l’autorité impériale en échange de la promesse de l’empereur de ne pas hypothéquer ou vendre les cités membres de la ligue, de ne pas lever de lourds impôts, et d’établir la sûreté de la propriété privée et du commerce au sein de la ligue.
- 9 août[11] : mention de la Compagnie des Maçons de Londres (première mention du mot [Franc-maçonnerie|free mason])[12].
- 12 août : Andronic IV Paléologue renverse son père l'empereur byzantin Jean V Paléologue avec l’aide des Turcs et des Génois. Il est couronné en octobre[13] (fin de règne en 1379).
- 23 août[14] : Andronic IV cède officiellement aux Génois l'île de Ténédos, clef des détroits et de la mer Noire. Venise réagit avec vigueur et envoie une flotte, ce qui déclenche la guerre de Chioggia entre Gênes et Venise (fin en 1381).
- 3 septembre : une ordonnance royale de Charles V met la forêt de Roumare en Normandie au service des chantiers de construction navale[15].
- 13 septembre : Grégoire XI décide du départ des papes d'Avignon vers Rome (il n'y arrivera que le 17 janvier 1377).

- Stephen Tvrtko, neveu et successeur du ban de Bosnie Stephen Kotromanić, impose son autorité sur la Serbie de l'ouest et la côte Adriatique avec l'aide des Ottomans. Il se proclame roi de Serbie et de Bosnie et se fait couronner en 1377 (fin en 1391). Son royaume ne lui survit pas[16].
- Le mouvement des Frères de la vie commune est approuvé par le pape Grégoire XI sous la règle de saint Augustin[17].

## Autre chronologie thématique
- 1376 en santé et médecine